# CWHL 2014/15
Die Saison 2014/15 war die achte Spielzeit der Canadian Women’s Hockey League (CWHL), der höchsten kanadischen Spielklasse im Fraueneishockey. Die Boston Blades gewannen die Regular Season der CWHL und gewannen anschließend zum zweiten Mal in der Vereinsgeschichte den Clarkson Cup.

## Teilnehmer
| Team              | Standort                   | Gründung | Spielstätte                 |
| ----------------- | -------------------------- | -------- | --------------------------- |
| Brampton Thunder  | Brampton, Ontario          | 1998     | Century Gardens Arena       |
| Toronto Furies    | Toronto, Ontario           | 2011     | MasterCard Centre           |
| Stars de Montréal | Montréal, Québec           | 2007     | Centre Étienne Desmarteau   |
| Boston Blades     | Boston, Massachusetts, USA | 2010     | Ristuccia Arena, Wilmington |
| Calgary Inferno   | Calgary, Alberta           | 2011     | Winsport Canada             |

## CWHL Draft
Am 19. August 2014 führte die CWHL zum fünften Mal einen Draft für Spielerinnen durch. Der Draft wurde im Rahmen einer Telefonkonferenz durchgeführt. An erster Stelle wurde Laura Fortino von den Brampton Thunder ausgewählt. Insgesamt sicherten sich die 5 Teams die Rechte an 58 Spielerinnen in 19 Runden.
| #  | Spieler               | Team     | College/Verband         |
| -- | --------------------- | -------- | ----------------------- |
| 1. | Laura Fortino (D)     | Brampton | Hockey Canada           |
| 2. | Megan Bozek (D)       | Toronto  | USA Hockey              |
| 3. | Sarah Davis (F)       | Calgary  | University of Minnesota |
| 4. | Jenny Potter (F)      | Boston   | USA Hockey              |
| 5. | Kim Deschênes (F)     | Montréal | Universität Montreal    |
| 6. | Jamie Lee Rattray (F) | Brampton | Clarkson University     |
| 7. | Kelly Terry (F)       | Toronto  | University of Minnesota |
| 8. | Hayleigh Cudmore (D)  | Calgary  | Cornell University      |
| 9. | Monique Lamoureux (D) | Boston   | USA Hockey              |

## Reguläre Saison

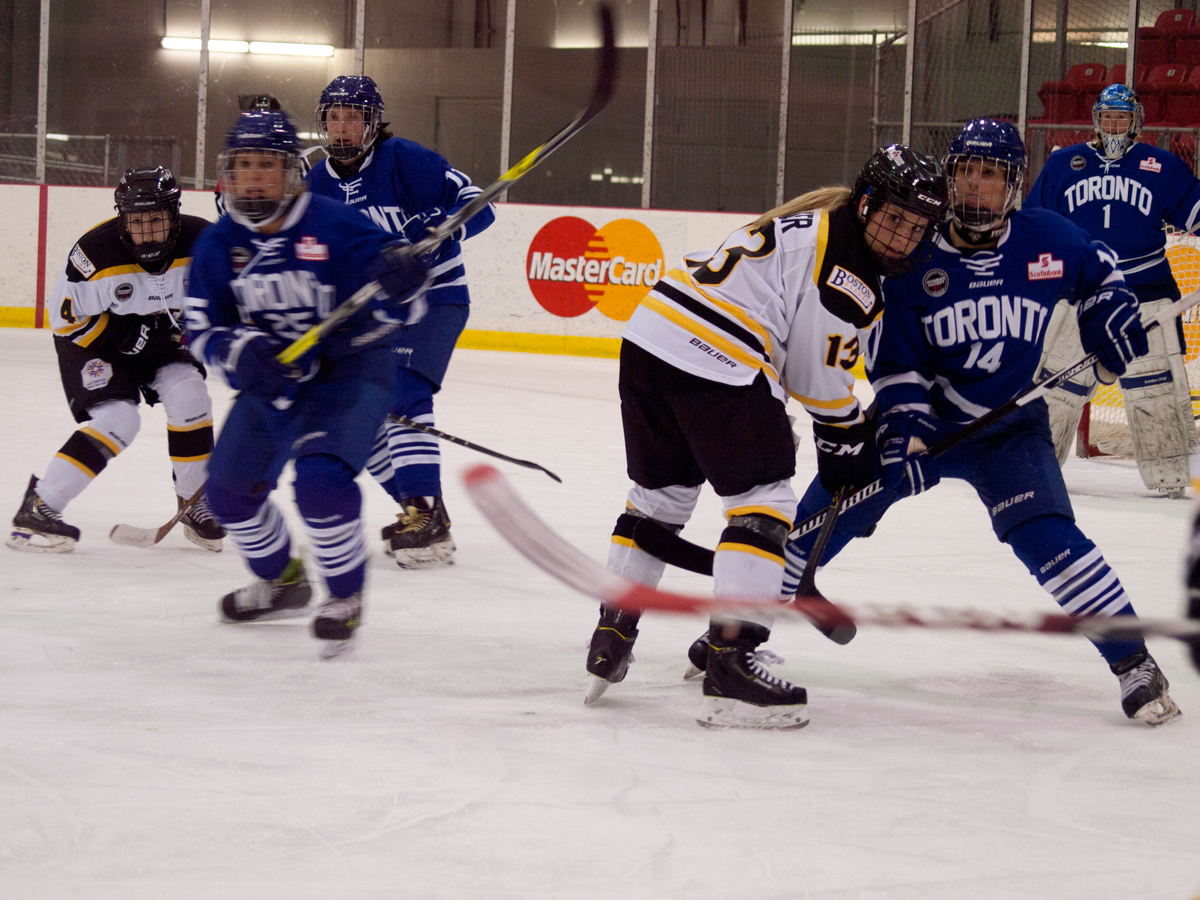
Spielszene Toronto Furies gegen die Boston Blades, Januar 2015

Die reguläre Saison begann am 18. Oktober 2014 und endete am 1. März 2015. Die vier punktbesten Mannschaften qualifizierten sich für das Finalturnier um den Clarkson Cup.

### Tabelle
| Pl. | Mannschaft        | Sp | S  | OTS | SOS | OTN | SON | N  | Tore  | Punkte |
| --- | ----------------- | -- | -- | --- | --- | --- | --- | -- | ----- | ------ |
| 1.  | Boston Blades     | 24 | 15 | 1   | 1   | 0   | 1   | 6  | 94:43 | 35     |
| 2.  | Calgary Inferno   | 24 | 14 | 1   | 0   | 1   | 2   | 6  | 84:64 | 33     |
| 3.  | Stars de Montréal | 24 | 13 | 0   | 1   | 0   | 1   | 9  | 67:49 | 29     |
| 4.  | Toronto Furies    | 24 | 5  | 0   | 3   | 1   | 2   | 13 | 51:88 | 19     |
| 5.  | Brampton Thunder  | 24 | 3  | 0   | 3   | 0   | 2   | 16 | 46:98 | 14     |

Abkürzungen: Pl. = Platz, Sp = Spiele, S = Siege, OTN = Niederlagen nach Verlängerung (Overtime), N = Niederlagen
Erläuterungen: Meister der regulären Saison

### CWHL All-Star-Game

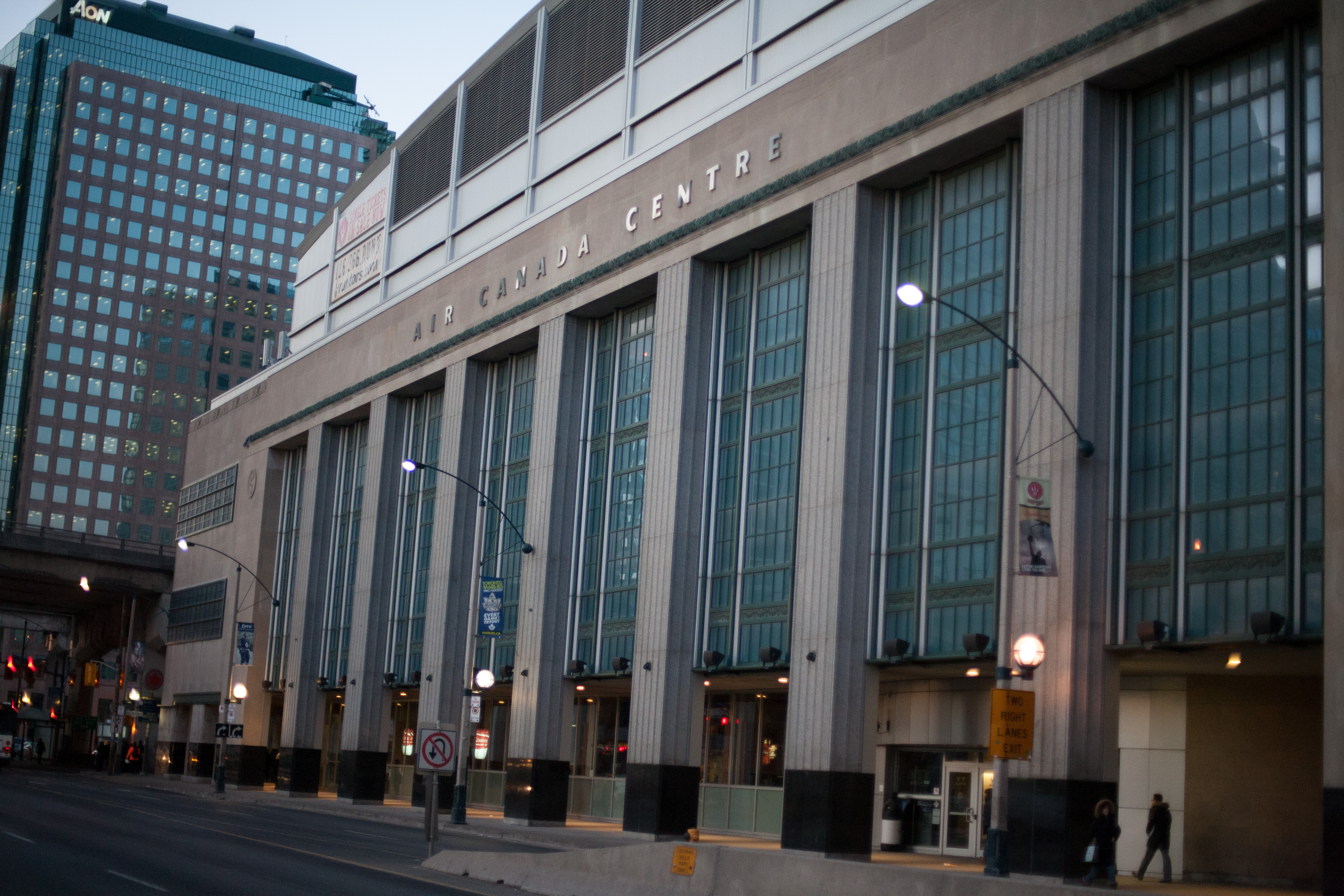
Außenansicht des Air Canada Centre

Das erste All-Star-Game der NWHL fand am 13. Dezember 2014 im Air Canada Centre, der Heimspielstätte der Toronto Maple Leafs, in Toronto statt. Die Begegnung wurde über drei Drittel à 15 Minuten absolviert. Zudem gab es eine anschließende Skills Competition.
Die Teams wurden teils anhand eines Fantasy Drafts durch die Spielerinnen Charline Labonté und Jessica Campbell zusammengestellt, die weiteren Spielerinnen pro Team wurden per Los entschieden.
Folgende Spielerinnen wurden in dieser Reihenfolge für die jeweiligen Teams ausgewählt:
- Team White: Jessica Campbell, Sami Jo Small, Haley Irwin, Hilary Knight, Laura Fortino, Lauriane Rougeau, Geneviève Lacasse, Delayne Brian, Jocelyne Larocque, Meghan Duggan, Caroline Ouellette, Carly Mercer, Carly Hill, Michelle Bonello, Natalie Spooner, Brittany Esposito, Kelli Stack, Tara Watchorn, Sarah Davis, Cathy Chartrand
- Team Red: Charline Labonté, Lisa-Marie Breton, Rebecca Johnston, Jamie Lee Rattray, Kacey Bellamy, Tessa Bonhomme, Christina Kessler, Erica Howe, Alyssa Gagliardi, Blake Bolden, Julie Chu, Jenna Cunningham, Jenelle Kohanchuk, Jessica Wong, Emmanuelle Blais, Ann-Sophie Bettez, Carolyne Prévost, Shannon Moulson, Jess Jones, Megan Bozek

Inklusive der Kapitäninnen bestand somit jedes Team aus 20 Spielerinnen.
Das Team Red besiegte das Team White mit 3:2 (0:1, 0:1, 3:0) vor über 6.800 Zuschauern. Als wertvollste Spielerin wurde Rebecca Johnston ausgezeichnet.

### Statistik

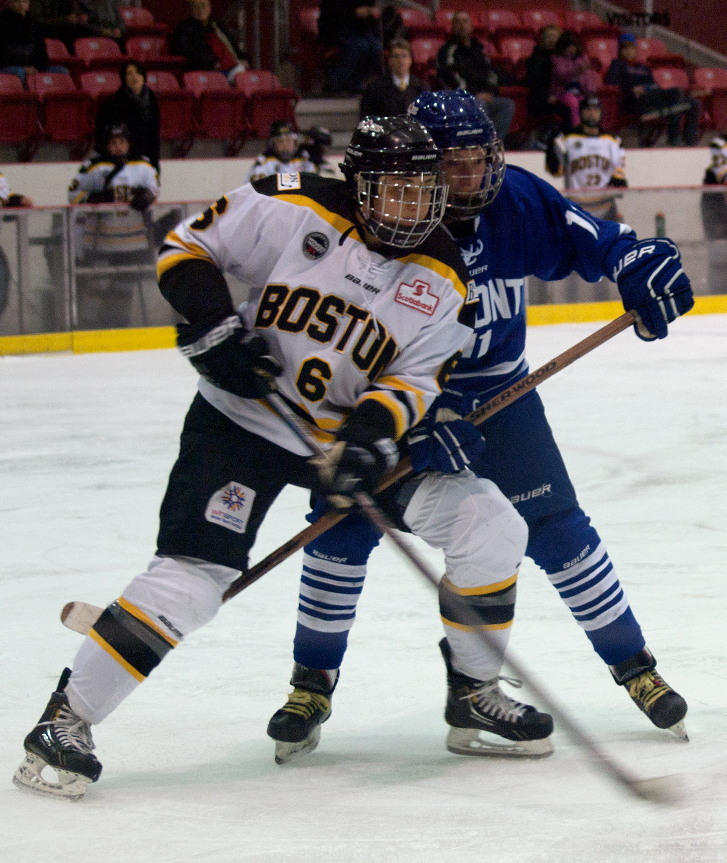
Janine Weber (links) erzielte im Turnierverlauf drei Tore

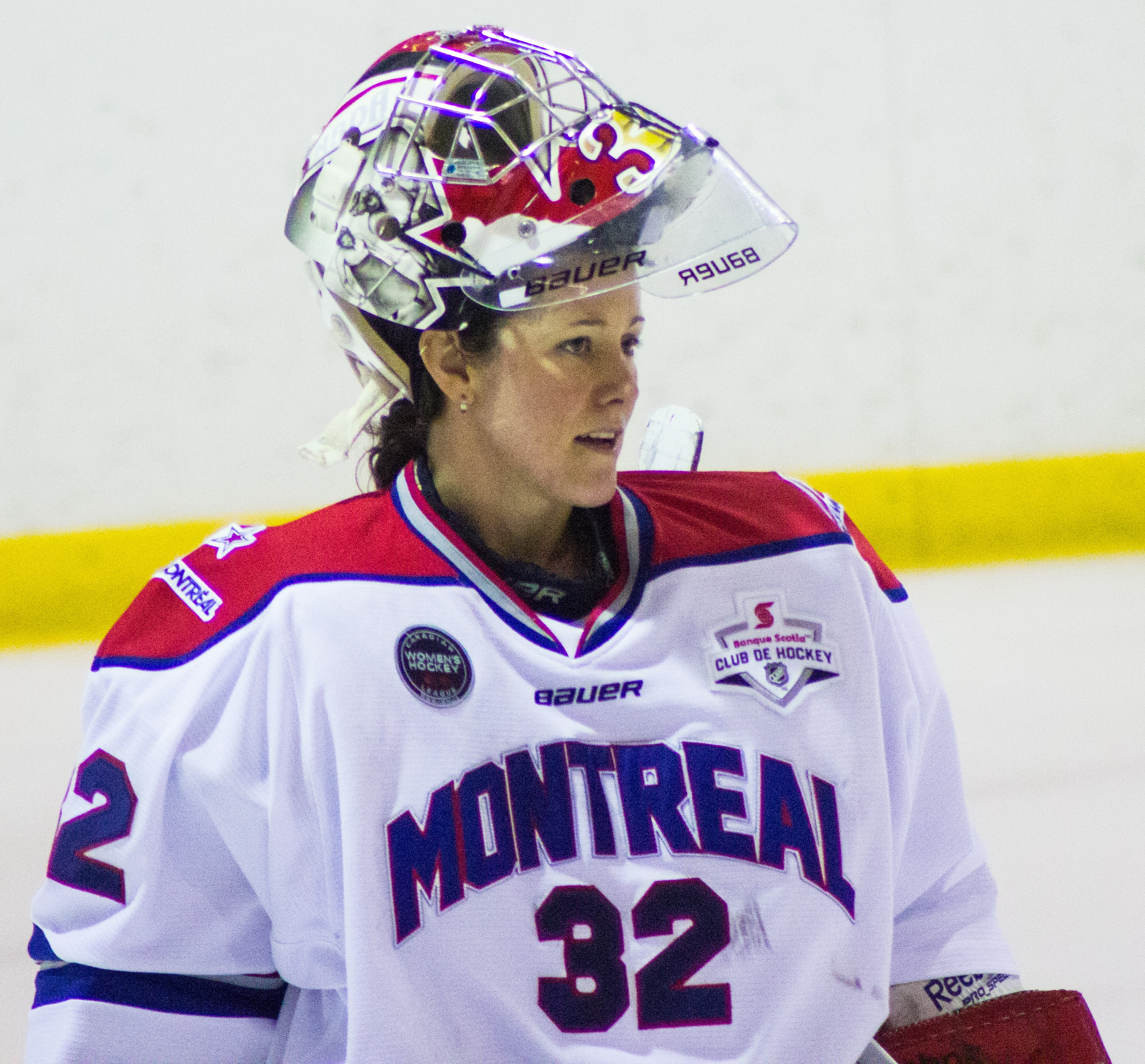
Charline Labonté war die dominierende Torhüterin des Finalturniers und erhielt zwei Auszeichnungen

#### Beste Scorerinnen

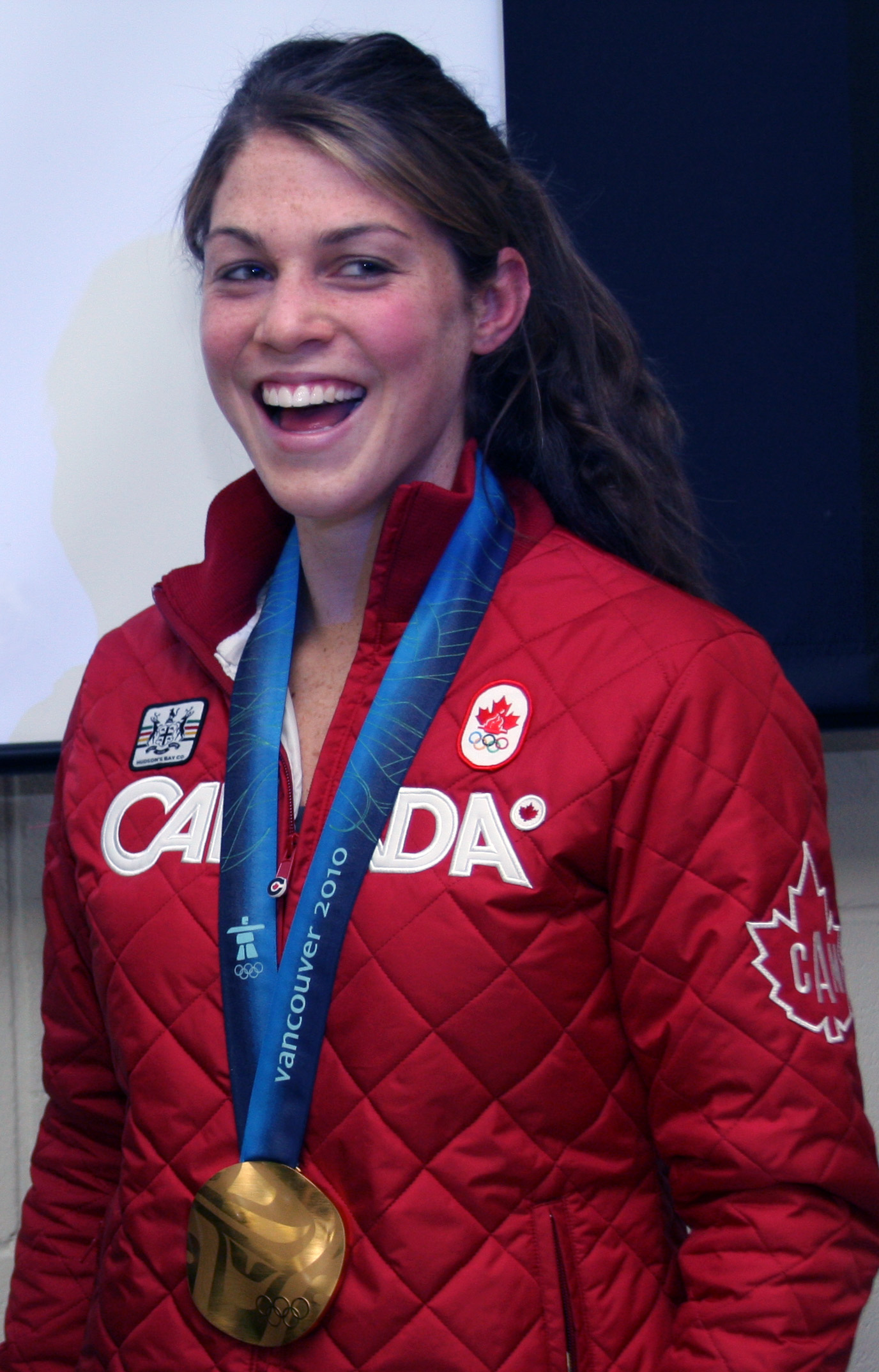
Rebecca Johnston gewann die Topscorer-Wertung

Quelle: pointstreak.com; Abkürzungen: Sp = Spiele, T = Tore, V = Assists, Pkt = Punkte, +/− = Plus/Minus, SM = Strafminuten; Fett: Saisonbestwert
| Spieler            | Mannschaft | Sp | T  | V  | Pkt | +/− | SM |
| ------------------ | ---------- | -- | -- | -- | --- | --- | -- |
| Rebecca Johnston   | Calgary    | 24 | 17 | 20 | 37  | +21 | 10 |
| Brianna Decker     | Boston     | 12 | 16 | 16 | 32  | +25 | 10 |
| Caroline Ouellette | Montréal   | 22 | 8  | 18 | 26  | +4  | 18 |
| Brittany Esposito  | Calgary    | 24 | 10 | 15 | 25  | +10 | 8  |
| Ann-Sophie Bettez  | Montréal   | 22 | 11 | 12 | 23  | +6  | 4  |
| Hilary Knight      | Boston     | 13 | 8  | 14 | 22  | +23 | 4  |
| Haley Irwin        | Calgary    | 13 | 8  | 12 | 20  | +15 | 2  |
| Tara Watchorn      | Boston     | 21 | 6  | 14 | 20  | +25 | 26 |
| Jillian Dempsey    | Boston     | 22 | 9  | 10 | 19  | +17 | 2  |
| Noémie Marin       | Montréal   | 18 | 13 | 5  | 18  | −1  | 2  |
| Monique Lamoureux  | Boston     | 17 | 6  | 12 | 18  | +20 | 23 |

#### Beste Torhüterinnen

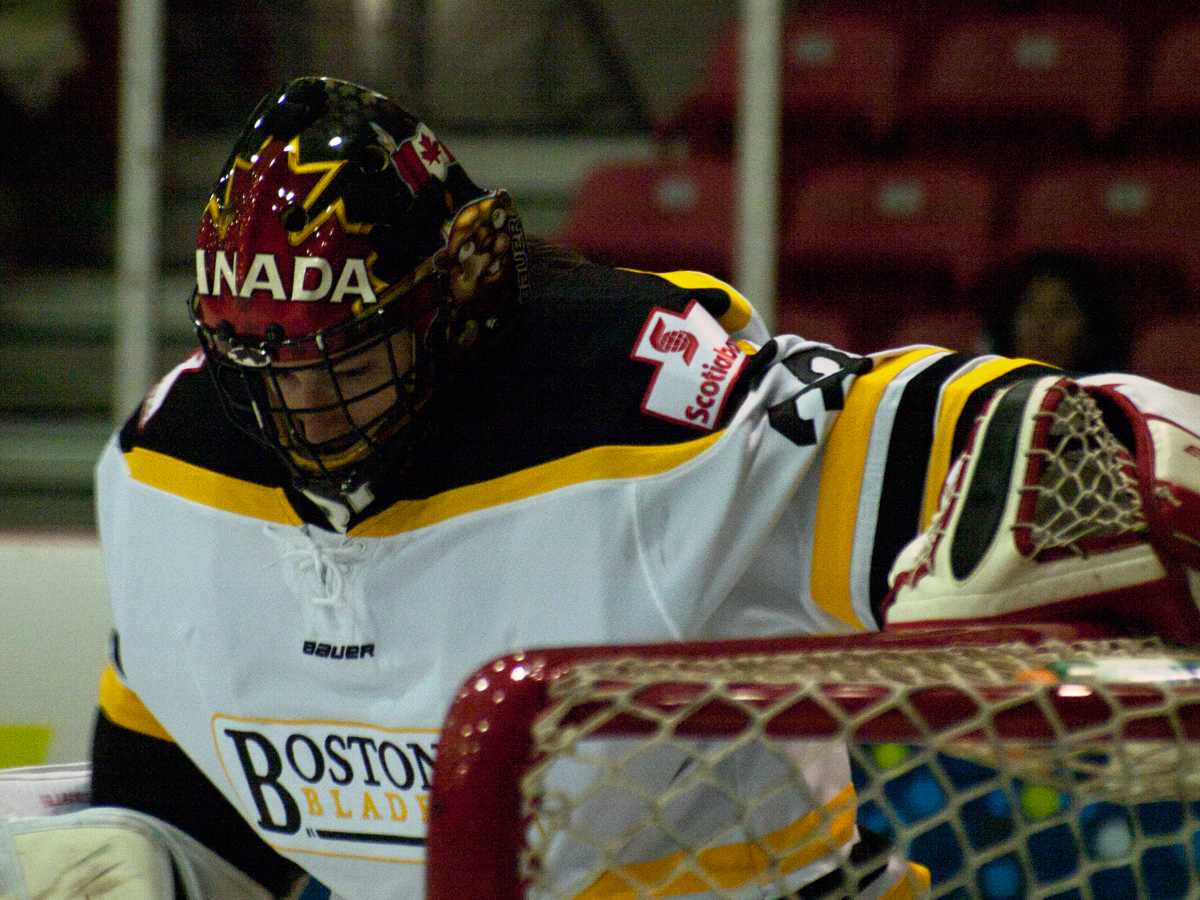
Geneviève Lacasse gehörte zu den statistisch besten Torhüterinnen

Quelle: pointstreak.com; Abkürzungen: Sp = Spiele, Min = Eiszeit (in Minuten), GT = Gegentore, SO = Shutouts, Sv% = gehaltene Schüsse (in %), GTS = Gegentorschnitt; Fett: Turnierbestwert
| Spieler           | Mannschaft | Sp | Min     | S  | OTN | SON | N  | GT | GTS  | SVS | Sv%  | SO |
| ----------------- | ---------- | -- | ------- | -- | --- | --- | -- | -- | ---- | --- | ---- | -- |
| Geneviève Lacasse | Boston     | 12 | 704:22  | 10 | 0   | 1   | 1  | 21 | 1,79 | 239 | 91,9 | 1  |
| Charline Labonté  | Montréal   | 16 | 952:26  | 9  | 0   | 0   | 7  | 30 | 1,89 | 380 | 92,7 | 2  |
| Brittany Ott      | Boston     | 10 | 569:00  | 6  | 0   | 0   | 3  | 19 | 2,00 | 197 | 91,2 | 3  |
| Delayne Brian     | Calgary    | 17 | 1023:38 | 11 | 1   | 1   | 4  | 42 | 2,46 | 405 | 90,6 | 1  |
| Christina Kessler | Toronto    | 19 | 1089:19 | 6  | 1   | 1   | 10 | 62 | 3,41 | 561 | 90,0 | 0  |
| Erica Howe        | Brampton   | 13 | 676:19  | 4  | 0   | 0   | 8  | 43 | 3,81 | 370 | 89,6 | 0  |
| Liz Knox          | Brampton   | 11 | 596:50  | 2  | 0   | 1   | 6  | 39 | 3,92 | 309 | 88,8 | 1  |

### Auszeichnungen
Die CWHL Awards 2015 wurden am 4. März 2015 in Markham, Ontario, im Rahmen einer Gala übergeben.

#### Spielertrophäen
- Most Valuable Player: Rebecca Johnston, Calgary
- Angela James Bowl (Topscorerin): Rebecca Johnston, Calgary
- Rookie of the Year: Brianna Decker, Boston
- Trainer des Jahres: Dany Brunet, Montréal
- Beste Stürmerin: Rebecca Johnston, Calgary
- Beste Verteidigerin: Tara Watchorn, Boston
- Beste Torhüterin: Charline Labonté, Montréal
- Humanitarian Award: Lois Mitchell

#### All-Star-Teams
| First All-Star Team |                                                   |
| Angriff:            | Brianna Decker – Rebecca Johnston – Hilary Knight |
| Verteidigung:       | Blake Bolden – Tara Watchorn                      |
| Tor:                | Charline Labonté                                  |

| Second All-Star Team |                                                            |
| Angriff:             | Ann-Sophie Bettez – Jenelle Kohanchuk – Caroline Ouellette |
| Verteidigung:        | Monique Lamoureux – Laura Fortino                          |
| Tor:                 | Geneviève Lacasse                                          |

| All-Rookie Team |                                                       |
| Angriff:        | Brianna Decker – Jamie Lee Rattray – Jessica Campbell |
| Verteidigung:   | Monique Lamoureux – Laura Fortino                     |
| Tor:            | Erica Howe                                            |

## Clarkson Cup
Der Clarkson Cup 2015 war die sechste Austragung des gleichnamigen Wettbewerbs. Am Finalturnier nahmen ausschließlich vier Vertreter der Canadian Women’s Hockey League teil. Das Turnier wurde vom 4. bis 7. März 2015 erneut im Markham Centennial Centre in Markham in der Provinz Ontario ausgetragen.
Die Boston Blades gewannen den zweiten Clarkson Cup in ihrer Clubgeschichte durch einen 3:2-Sieg nach Verlängerung über  die Stars de Montréal.

### Modus
Die vier Teilnehmer am Finalturnier trugen im Gegensatz zu den Vorjahren keine Vorrunde, sondern eine K.-o.-Runde im Modus Best-of-Three aus, um  die zwei Finalteilnehmer zu ermitteln. Das Finale wurde in einem einzigen Spiel entschieden.

### Turnierbaum
|  | Halbfinale | Halbfinale        | Halbfinale |  |  | Finale | Finale            | Finale |
|  |            |                   |            |  |  |        |                   |        |
|  |            |                   |            |  |  |        |                   |        |
|  | 1          | Boston Blades     | 2          |  |  |        |                   |        |
|  | 4          | Toronto Furies    | 0          |  |  |        |                   |        |
|  |            |                   |            |  |  | 1      | Boston Blades     | 3      |
|  |            |                   |            |  |  | 3      | Stars de Montréal | 2      |
|  | 2          | Calgary Inferno   | 0          |  |  |        |                   |        |
|  | 3          | Stars de Montréal | 2          |  |  |        |                   |        |
|  |            |                   |            |  |  |        |                   |        |

### Halbfinale

#### Toronto Furies – Boston Blades
| 4. März 2015 11:00 Uhr (Ortszeit) | Toronto Furies | 0:3 (0:0, 0:0, 0:3) Spielbericht Stand: 0:1 | Boston Blades B. Decker (42:29) B. Decker (53:55) B. Decker (59:27) | Centennial Centre, Markham Zuschauer: k. A. |

| 5. März 2015 11:00 Uhr | Boston Blades H. Knight (7:10) H. Knight (12:47) C. Pickett (23:32) J. Weber (33:51) J. Weber (36:46) H. Knight (39:45) B. Decker (46:55) | 7:3 (2:2, 4:0, 1:1) Spielbericht Stand: 2:0 | Toronto Furies M. Bozek (9:14) T. Bonhomme (19:14) T. Lamoureux (54:38) | Centennial Centre, Markham Zuschauer: k. A. |

#### Stars de Montréal – Calgary Inferno
| 4. März 2015 15:30 Uhr | Stars de Montréal C. Ouellette (22:58) N. Marin (33:52) K. Deschênes (42:22) A.-S. Bettez (49:12) | 4:0 (0:0, 2:0, 2:0) Spielbericht Stand: 1:0 | Calgary Inferno | Centennial Centre, Markham Zuschauer: k. A. |

| 5. März 2015 19:30 Uhr | Calgary Inferno | 0:2 (0:1, 0:1, 0:0) Spielbericht Stand: 0:2 | Stars de Montréal E. Blais (16:36) M. Provost (38:37) | Centennial Centre, Markham Zuschauer: k. A. |

### Finale
| 7. März 2015 14:00 Uhr (Ortszeit) | Boston Blades H. Knight (16:29) B. Decker (46:17) J. Weber (62:12) | 3:2 n. V. (1:1, 0:0, 1:1, 1:0) Spielbericht | Stars de Montréal A.-S. Bettez (0:31) E. Blais (49:54) | Centennial Centre, Markham Zuschauer: k. A. |

Die Österreicherin Janine Weber erzielte in der dritten Minute der Verlängerung das spielentscheidende Tor für die Boston Blades. Weber war damit die erste nicht-amerikanische Spielerin, die das Siegtor in einem Clarkson-Cup-Finale erzielte. Die Hockey Hall of Fame nahm daraufhin ihren Eishockeyschläger in die Ausstellung auf.

### Clarkson-Cup-Sieger
| Clarkson-Cup-Sieger Boston Blades | Torhüterinnen: Geneviève Lacasse, Brittany Ott Verteidigerinnen: Kacey Bellamy, Blake Bolden, Kelly Cooke, Alyssa Gagliardi, Kaleigh Fratkin, Jessica Koizumi, Monique Lamoureux, Tara Watchorn Angreiferinnen: Corinne Buie, Ashley Cottrell, Brianna Decker, Jillian Dempsey, Bray Ketchum, Hilary Knight (C), Denna Laing, Rachel Llanes, Megan Myers, Casey Pickett, Jordan Smelker, Janine Weber Cheftrainer: Digit Murphy |

### Statistik

#### Beste Scorerinnen
Quelle: pointstreak.com; Abkürzungen: Sp = Spiele, T = Tore, V = Assists, Pkt = Punkte, +/− = Plus/Minus, SM = Strafminuten; Fett: Bestwert
| Spieler            | Mannschaft | Sp | T | V | Pkt | +/− | SM |
| ------------------ | ---------- | -- | - | - | --- | --- | -- |
| Brianna Decker     | Boston     | 3  | 5 | 3 | 8   | +3  | 10 |
| Hilary Knight      | Boston     | 3  | 4 | 3 | 7   | +3  | 6  |
| Monique Lamoureux  | Boston     | 3  | 0 | 5 | 5   | +3  | 0  |
| Janine Weber       | Boston     | 3  | 3 | 0 | 3   | +2  | 0  |
| Emmanuelle Blais   | Montréal   | 3  | 2 | 1 | 3   | +2  | 2  |
| Caroline Ouellette | Montréal   | 3  | 1 | 2 | 3   | +4  | 0  |
| Mariève Provost    | Montréal   | 3  | 1 | 2 | 3   | +2  | 0  |
| Carly Hill         | Montréal   | 3  | 0 | 3 | 3   | +2  | 2  |

#### Beste Torhüterinnen
Quelle: pointstreak.com; Abkürzungen: Sp = Spiele, Min = Eiszeit (in Minuten), GT = Gegentore, SO = Shutouts, Sv% = gehaltene Schüsse (in %), GTS = Gegentorschnitt; Fett: Turnierbestwert
| Spieler           | Mannschaft | Sp | Min    | S | N | OTN | GT | GTS  | SVS | Sv%  | SO |
| ----------------- | ---------- | -- | ------ | - | - | --- | -- | ---- | --- | ---- | -- |
| Geneviève Lacasse | Boston     | 2  | 122:12 | 2 | 0 | 0   | 2  | 0,98 | 39  | 95,1 | 1  |
| Charline Labonté  | Montréal   | 3  | 182:12 | 2 | 1 | 0   | 3  | 0,99 | 87  | 96,7 | 2  |
| Delayne Brian     | Calgary    | 2  | 100:29 | 0 | 0 | 2   | 5  | 2,99 | 48  | 90,6 | 0  |
| Christina Kessler | Toronto    | 2  | 95:00  | 0 | 0 | 2   | 7  | 4,42 | 51  | 87,9 | 0  |

### Auszeichnungen
- Most Valuable Player: Charline Labonté, Stars de Montréal
- Topscorer: Brianna Decker, Boston Blades
- Beste Stürmerin: Brianna Decker, Boston Blades
- Beste Verteidigerin: Monique Lamoureux, Boston Blades
- Beste Torhüterin: Charline Labonté, Stars de Montréal